# Diogo Ribeiro
Diogo Matos Ribeiro (Coimbra, 27 ottobre 2004) è un nuotatore portoghese, specializzato nello stile farfalla e libero.

## Biografia
Ha avuto il suo primo contatto con una piscina, grazie alla sorella maggiore. All'età di otto anni, ha iniziato a partecipare al Circuito Regionale dei Cadetti, a Coimbra, sua città natale, per conto della Beatriz Santos Foundation-Clube. Quattro anni dopo è passato al Clube Náutico Académico ed in seguito all'União de Coimbra.
Si è messo in mostra ai campionati europei giovanili di nuoto di Roma 2021 vincendo la medaglia d'argento nei 100 metri farfalla.
Dopo la rassenga continentale, è rimasto vittima di un grave incidente stradale in moto che lo ha costretto al ricovero in ospedale con contusioni, ustioni alle gambe, una ferita al torace e una frattura al piede. Ha anche perso un dito, che gli è poi stato ricostruito; circostanza che ha messo a rischio la sua carriera agonistica.
Nel 2021 è entrato a far parte del progetto olimpico di Parigi 2024 ed è passato ad allenarsi con il Benfica, integrato presso il Centro de Alto Rendimento do Jamor, dove è allenato da Alberto Silva.
Ha rappresentato il Portogallo ai Giochi del Mediterraneo di Orano 2022, in cui ha vinto la medaglia d'oro nei 50 m farfalla, precedendo sul podio l'italiano Matteo Rivolta e il greco Kristián Goloméev, realizzando nell'occasione anche il primato dei Giochi nella disciplina, grazie al tempo di 23"38, e quella d'argento nei 100 m stile libero, piazzandosi alle spalle dell'italiano Filippo Megli.
Agli europei di Roma 2022 ha vinto la medaglia di bronzo nei 50 m farfalla, terminando la gara alle spalle dell'italiano Thomas Ceccon e del francese Maxime Grousset. Nei 100 m farfalla si è piazzato 8º in finale; in semifinale ha realizzato il record nazionale sulla distanza con 51"61. Nei 50 e 100 m stile libero è stato eliminato in semifinale, rispettivamente con l'11º e il 9º tempo.
Ai campionati mondiali giovanili di nuoto di Lima 2022 ha vinto tre medaglie d'oro migliorando il primato mondiale giovanile dei 50 m farfalla.
Nel 2023 conquista la medaglia d'argento nei 50 metri farfalla ai mondiali di Fukuoka. L'anno successivo, invece, sale sul gradino più alto del podio nella medesima specialità e nei 100 metri farfalla ai mondiali di Doha.

## Palamarès
| Anno | Manifestazione          | Sede    | Evento         | Risultato | Prestazione | Note  |
| ---- | ----------------------- | ------- | -------------- | --------- | ----------- | ----- |
| 2021 | Europei giovanili       | Roma    | 100 m farfalla | Argento   | 52"54       |       |
| 2022 | Giochi del Mediterraneo | Orano   | 100 m sl       | Argento   | 49"02       |       |
| 2022 | Giochi del Mediterraneo | Orano   | 50 m farfalla  | Oro       | 23"38       |       |
| 2022 | Europei                 | Roma    | 50 m sl        | 11º SF    | 22"07       |       |
| 2022 | Europei                 | Roma    | 100 m sl       | 9º SF     | 48"52       |       |
| 2022 | Europei                 | Roma    | 50 m farfalla  | Bronzo    | 23"07       |       |
| 2022 | Europei                 | Roma    | 100 m farfalla | 8º        | 52"28       |       |
| 2022 | Mondiali giovanili      | Lima    | 50 m sl        | Oro       | 21"92       |       |
| 2022 | Mondiali giovanili      | Lima    | 50 m farfalla  | Oro       | 22"97       |       |
| 2022 | Mondiali giovanili      | Lima    | 100 m farfalla | Oro       | 52"03       | [ 2 ] |
| 2023 | Mondiali                | Fukuoka | 50 m farfalla  | Argento   | 22"80       |       |
| 2024 | Mondiali                | Doha    | 50 m farfalla  | Oro       | 22"97       |       |
| 2024 | Mondiali                | Doha    | 100 m farfalla | Oro       | 51"17       |       |
| 2025 | Europei U23             | Šamorín | 50 m sl        | Oro       | 21"67       |       |
| 2025 | Europei U23             | Šamorín | 50 m farfalla  | Oro       | 23"01       |       |
| 2025 | Europei U23             | Šamorín | 100 m farfalla | Argento   | 51"73       |       |